# Ö̌
Ö̌ (minuscule : ö̌), appelé O tréma caron, est une lettre latine utilisée dans l’écriture de l’otomi de San Jerónimo Acazulco.
Elle est formée de la lettre O avec un tréma suscrit et un caron.

## Représentations informatiques
Le O tréma caron peut être représenté avec les caractères Unicode suivants : 
- précomposé (supplément Latin-1, diacritiques) :

| formes    | représentations | chaînes de caractères | points de code | descriptions                                      |
| --------- | --------------- | --------------------- | -------------- | ------------------------------------------------- |
| capitale  | Ö̌               | Ö◌̌                    | U+00D6 U+030C  | lettre majuscule latine o tréma diacritique caron |
| minuscule | ö̌               | ö◌̌                    | U+00F6 U+030C  | lettre minuscule latine o tréma diacritique caron |

- décomposé (latin de base, diacritiques) :

| formes    | représentations | chaînes de caractères | points de code       | descriptions                                                  |
| --------- | --------------- | --------------------- | -------------------- | ------------------------------------------------------------- |
| capitale  | Ö̌               | O◌̈◌̌                   | U+004F U+0308 U+030C | lettre majuscule latine o diacritique tréma diacritique caron |
| minuscule | ö́               | o◌̈◌́                   | U+006F U+0308 U+0301 | lettre minuscule latine o diacritique tréma diacritique caron |